# SheevaPlug
 (27 août 2024).

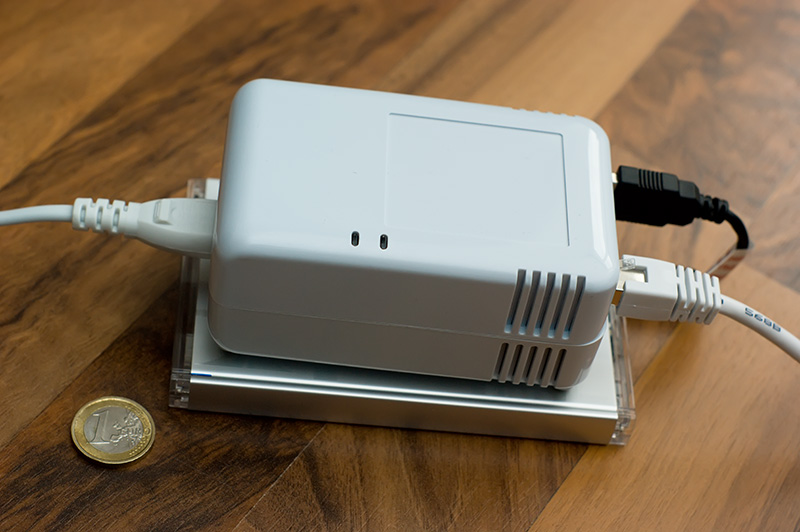
SheevaPlug sur un disque dur externe USB lui servant de stockage de masse et en comparaison avec une pièce d'1 €

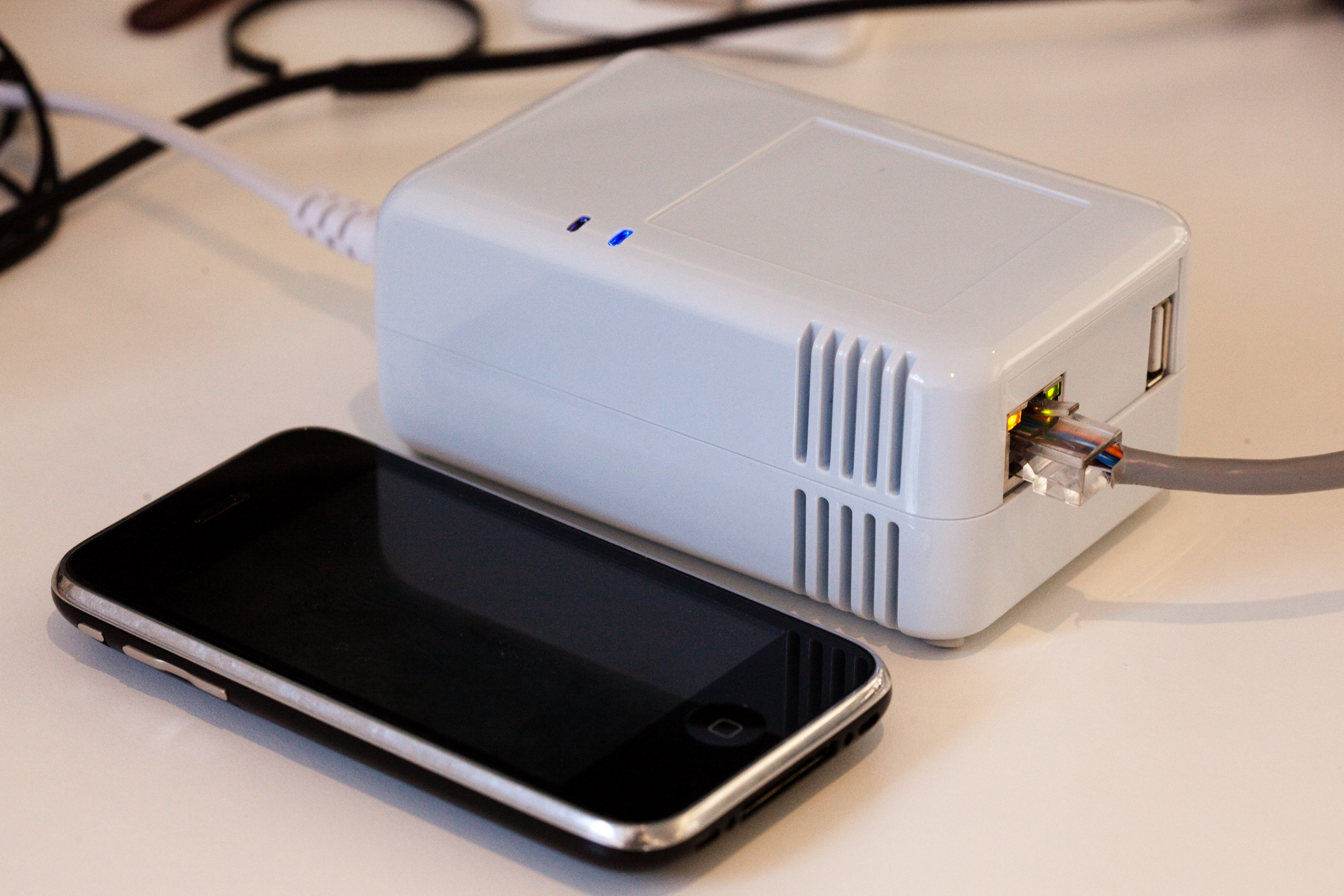
SheevaPlug en comparaison avec un iPhone

Le SheevaPlug est un des premiers « Plug Computer » (littéralement ordinateur prise électrique) à être disponible sur le marché. Il possède un processeur Marvell Kirkwood 6281 ARM-compatible, consommerait moins de 5 watts. En ce début d'année 2011, le SheevaPlug n'est pas encore commercialisé en France mais peut être commandé chez un web marchand britannique ou américain.
Une variante intégrant un port eSATA est également disponible.
Cet appareil a déjà été surnommé comme le « NSLU2 Killer » (littéralement le tueur de NSLU2) à cause de son bas prix.
Le SheevaPlug tourne sous Ubuntu 9.04 ARM build, disponible sur le site de téléchargement d'Ubuntu. Le SheevaPlug est supporté depuis le noyau linux 2.6.27.

## Caractéristiques techniques
- Processeur Marvell Kirkwood
  - Architecture ARM v5
  - 1,2 GHz
- Mémoire
  - 512 Mo de DDR2[5]
  - 512 Mo de Mémoire Flash
- Connectivité
  - USB 2.0
  - Lecteur de carte SD
  - Ethernet Gigabit
- Consommation électrique
  - au repos
    - ~3 Watts (Cos Phi ~ 0.4)
    - ~7.5 VA

  - avec un hub usb: 2 clés USB + 1 clé Wifi + 1 clé carte son
    - ~6 Watts (Cos Phi ~ 0.45)
    - ~12 VA